# Anàlisi de Perills i Punts de Control Crítics
L'Anàlisi de Perills i Punts de Control Crítics (APPCC o HACCP, per les sigles en anglès) és un procés sistemàtic preventiu per garantir la seguretat alimentària, de forma lògica i objectiva. És d'aplicació en indústria alimentària encara que també s'aplica en la indústria farmacèutica, cosmètica i en tot tipus d'indústries que fabriquen materials en contacte amb els aliments. En ell s'identifiquen, avaluen i prevenen tots els riscos de contaminació dels productes a nivell físic, químic i biològic al llarg de tots els processos de la cadena de subministrament, establint mesures preventives i correctores per al seu control tendeixen a assegurar la innocuïtat.

## Origen
En 1959 va començar el desenvolupament de l'APPCC, sent els pioners d'aquest la companyia Pillsbury juntament amb la NASA i laboratoris de l'armada dels Estats Units. El procés inicial consistia en un sistema anomenat Anàlisi modal de fallades i efectes (AMFE), la utilitat resideix en l'estudi de causes i els efectes que produeixen.
L'APPCC neix amb el ferm objectiu de desenvolupar sistemes que proporcionin un alt nivell de garanties sobre la seguretat dels aliments i de substituir els sistemes de control de qualitat de l'època basats en l'estudi del producte final que no aportaven massa seguretat. Al principi la seva aplicació no va tenir gaire èxit i l'impuls donat per l'Administració de Drogues i Aliments (FDA) no va tenir repercussió. En els  anys 80 institucions a nivell mundial van impulsar la seva aplicació. Entre altres l'Organització Mundial de la Salut (OMS), la Comissió Internacional per a les Especificacions Microbiològiques dels Aliments (ICMSF) i l'Acadèmia Nacional de Ciències dels Estats Units (NAS).
A 1988 associacions com el Comitè Nacional Consultiu en Criteris Microbiològics per Aliments dels Estats Units (NACMCF) i el ICMSF promocionar la seva aplicació a nivell de tota la indústria alimentària per tal de millorar la qualitat microbiològica dels aliments en el comerç internacional, cobrant veritable importància dit impuls vint anys després, quan es va fer la seva presentació al primer Congrés Internacional de Seguretat Alimentària celebrat a Denver, Colorado, coincidint a més en aquestes dates la publicació per part del Comitè dels Aliments de les directives relatives a la seva aplicació, conegudes com a Codex Alimentarius.
A partir d'aquest impuls donat pel Codex, la importància del APPCC creix a nivell mundial fins a convertir-gràcies a la normativa comunitària en un sistema d'obligat compliment per a tots els operadors d'empreses alimentàries.
Actualment per tal de millorar aquests sistemes s'han realitzat nombrosos estudis de les directives comunitàries i les legislacions vigents de cada país per tal d'aconseguir establir una política global i integrada que s'apliqui a tots els aliments de l'explotació des del punt de venda fins al consumidor.
D'aquests estudis s'ha derivat la publicació del Paquet d'Higiene (de la qual destaquen els següents reglaments: 852/2004 relatiu a la higiene dels productes europeus i d'aplicació a partir de l'1 de gener de 2006, la 853 / 2004 del 29 d'abril normes específiques d'higiene dels aliments d'origen animal, 854/2004 s'estableixen normes específiques per al'organització de controls oficials dels productes d'origen animal destinats al consum humà, 183/2005 es fixen requisits en matèria d'higiene dels pinsos, 178/2002 s'estableixen els principis i els requisits generals de la legislació alimentària, es crea l'Autoritat Europea de Seguretat Alimentària i es fixen els procediments relatius a la seguretat alimentària, etc.).

## Lleis
En l'actualitat tant el Reial Decret 2207/1995 i la Directiva 93/43 estan derogats, prevalent en vigor el Reglament (CE) n º 852/2004 del Parlament Europeu i del Consell, de 29 d'abril de 2004, relatiu a la higiene els productes alimentaris.

## Els set principis de l'APPCC
Hi ha set principis bàsics en què es fonamenten les bases de l'APPCC:
Principi 1: "perills
Després de realitzar un diagrama de flux per a cada producte elaborat, s'identifiquen tots els perills potencials (físics, químics i biològics) que poden aparèixer en cada etapa del nostre procés i les mesures preventives. Només s'estudiaran aquells perills potencialment perillosos per al consumidor. En cap cas s'estudiaran perills que comprometin la qualitat del producte.
Principi 2: Identificar els punts de control crític (PCC)
Una vegada coneguts el perills existents i les mesures preventives a prendre per evitar-los, hem de determinar quins són els punts en els que hem de realitzar un control per aconseguir la seguretat del producte, és a dir, determinar els PCC.
Per a realitzar la determinació dels PCC es tindran en compte aspectes com ara matèria primera, factors intrínsecs del producte, disseny del procés, màquines o equips de producció, personal, envasos, emmagatzematge, distribució i pre-requisits.
Existeixen diferents metodologies per a l'estudi dels perills. El primer que hem de fer és definir quins dels perills que nosaltres hem detectat al llarg de l'anàlisi són o no significants (són perills rellevants). Per definir la significació podrem utilitzar dos mètodes diferents.
D'una banda tenim l'índex de Criticitat que consisteix a valorar d'1 a 5 en cada fase o etapa els perills en funció de la seva probabilitat, gravetat i persistència. Una vegada aplicada la fórmula, totes aquelles fases analitzades l'Índex de Criticitat sigui 20 o major de 20 seran analitzades mitjançant l'arbre de decisió.
La fórmula per realitzar el càlcul de l'Índex de Criticitat és la següent:
- Probabilitat: (P)
- Severitat: (S) IC = P X S X Pr
- Persistència: (Pr)

Un altre mètode per a l'avaluació de la significança és el model Bidimensional (recomanat per la FAO), a través del qual podem definir en funció de la severitat i la probabilitat quins dels perills a estudi considerem que són significants o no.
Finalment hem d'analitzar tots els perills significants a través de l'arbre de decisió, que és una eina recomanada pel Codex Alimentarius que consisteix en una seqüència ordenada de preguntes que s'apliquen a cada perill de cada etapa del procés i ajuda juntament amb els prerequisits a determinar quins dels perills representen punts de control crític.
Principi 3: Establir els límits crítics
Hem d'establir per a cada PCC els límits crítics de les mesures de control, que marcaran la diferència entre el segur i el que no ho és. Ha d'incloure un paràmetre mesurable (com temperatura, concentració màxima) encara que també poden ser valors subjectius.
Quan un valor apareix fora dels límits, indica la presència d'una desviació i que per tant, el procés està fora de control, de tal manera que el producte pot ser perillós per al consumidor.
Principi 4: Establir un sistema de vigilància dels PCC.
Hem de determinar quines accions hem de fer per saber si el procés s'està fent sota les condicions que hem fixat i que per tant, es troba sota control.
Aquestes accions es realitzen per a cada PCC, establint a més la freqüència de vigilància, és a dir, cada quant temps ha de comprovar, i qui fa aquesta supervisió o vigilància.
Principi 5: Establir les accions correctores
S'han d'establir unes accions correctores a realitzar quan el sistema de vigilància detecti que un PCC no es troba sota control. Cal especificar, a més d'aquestes accions, qui és el responsable de dur-les a terme.
Aquestes accions seran les que aconsegueixin que el procés torni a la normalitat i així treballar sota condicions segures.
Principi 6: Establir un sistema de verificació
Aquest estarà encaminat a confirmar que el sistema APPCC funciona correctament, és a dir, si aquest identifica i redueix fins a nivells acceptables tots els perills significatius per a l'aliment.
Principi 7: Crear un sistema de documentació.
És relatiu a tots els procediments i registres apropiats per a aquests principis i la seva aplicació, i que aquests sistemes de PCC puguin ser reconeguts per la norma establerta.

## Passos per a la implementació
Els passos a seguir per implantar un sistema APPCC són 12.
Per a una implantació òptima el procés d'implantació haurà de seguir les diferents fases :
Pas 1 - Formar l'equip de treball. Aquest equip ha de ser multidisciplinari, intentant que en formin part treballadors de tots els departaments involucrats en la seguretat alimentària (per exemple, producció, control de qualitat, manteniment...).
Algunes de les responsabilitats de l'equip seran: definir les especificacions de cada producte, avaluar quants anàlisi de perills hauran de ser necessaris per detectar punts crítics, actualitzar el sistema sempre que es consideri necessari i controlar que es realitzen tots els controls i registres requerits pel sistema.
Pas 2 - Descriure els productes. Per a cada producte tindrem les seves especificacions, i s'hauran d'indicar com a mínim les següents característiques: ingredients del producte; metodologia de preparació; consumidor final a què va destinat; característiques de consum; característiques microbiològiques, físiques i químiques; vida útil o caducitat; característiques d'emmagatzematge i consumidor final a què es destina.
Pas 3 - Identificar l'ús esperat del producte pels consumidors: s'ha d'indicar al consumidor a qui va destinat i si conté al·lergens.
Pas 4 - Desenvolupar el diagrama de flux i la descripció del procés. El diagrama de flux és un instrument bàsic per a la detecció dels perills per etapes, i correspon a una representació gràfica que consisteix en una seqüència lògica dels processos que es desenvolupen a l'empresa.
Per realitzar la descripció del procés és molt important, a més de definir totes i cadascuna de les activitats a desenvolupar per elaborar el producte, incloure una descripció exhaustiva de les instal·lacions i de la distribució del producte al llarg del procés de producció.
Pas 5 - Realitzar l'anàlisi de perills associats a la producció i identificar les mesures preventives (Principi APPCC núm. 1)
Pas 6 - Identificar els punts de control crítics (PCC) (Principi APPCC núm. 2)
Pas 7 - Establir límits crítics per a cada PCC (Principi APPCC núm. 3)
Pas 8 - Establir un sistema de supervisió o vigilància (Principi APPCC núm. 4)
Pas 9 - Establir les accions correctores (Principi APPCC núm. 5)
Pas 10 - Establir sistema de registre i arxiu de dades (Principi APPCC núm. 6)
Pas 11 - Establir un sistema de verificació del sistema (Principi APPCC núm. 7)
Pas N º 12 - Realitzar una revisió del sistema

### Plans de suport
L'objectiu del sistema APPCC és identificar i mantenir controlats els perills de contaminació rellevants en una indústria alimentària, però aquest estudi i el control que en resultarà no tindria cap sentit si l'empresa alimentària no treballa amb anterioritat seguint unes pràctiques higièniques i mantenint unes condicions ambientals operatives adequades.
Per això, a més de l'aplicació del sistema APPCC, el Reial Decret 2207/1955 -igual que el Codex Alimentarius- estableix el compliment dels requisits previs d'higiene, també anomenats plans de suport o prerequisits.
Aquests requisits previs es presenten en totes les etapes de producció de les indústries, independentment del sector en què es desenvolupin, i aniran encaminades a actuar com a mesures preventives per al control dels perills generals, deixant que l'APPCC controli exclusivament els PCC.
A l'hora d'implantar un sistema APPCC, s'ha de tenir molt en compte que primerament hem de definir aquests plans de suport, els quals ens ajudaran a aplicar mesures preventives per als riscos fàcilment evitables a través de la implantació de mesures d'higiene correctes, i a més ens facilita la detecció de PCC.
És indispensable que aquests plans de suport estiguin documentats, correctament arxivats i que hi hagi registres que demostrin la seva implantació, perquè "el que no està escrit no existeix".
L'estructura dels plans serà comú per a tots, i cadascun haurà de respondre a les següents preguntes: "Qui és el responsable?", "Què ha de fer?", "Com?", "Quan?" i "On?".
Els plans de suport que s'han de definir per assegurar aquests correctes hàbits higiènics seran els següents:
1. Pla de Formació
2. Pla de Neteja i Desinfecció
3. Pla de Control de Plagues
4. Pla de Bones Pràctiques de Fabricació i Manipulació
5. Pla d'Homologació de Proveïdors
6. Pla d'Identificació i Traçabilitat
7. Pla de Control d'Aigua
8. Pla de Control de Residus
9. Pla de Manteniment
10. Pla de Control i Seguiment d'Equips de Mesura (Calibratge)

Per tal de completar la documentació que ha de formar part del sistema i així poder assegurar que existeixen veritables garanties per als productes elaborats, s'han d'establir procediments de comprovació que ens ajudin a detectar possibles desviacions de les especificacions per poder aplicar mesures correctores que permetin tornar a controlar el procés sense ser necessari rebutjar el producte.
Existeixen quatre tipus principals de comprovació:
1. Observació visual
2. Valoració sensorial
3. Determinació física/química
4. Examen microbiològic

Per definir de forma adequada la metodologia a seguir per realitzar les comprovacions necessàries que assegurin el correcte funcionament del sistema, definirem els procediments de:
1. Verificació i validació del sistema
2. Pla d'auditories

Finalment, no seria possible aplicar un APPCC adequat sense que s'apliquin pràctiques correctes de registre eficaces i precises. Per això s'han de documentar tots els procediments o plans de suport del sistema, i els sistemes de documentació i registre. Han de definir de forma concreta cada operació en qüestió. Per això definirem de forma detallada el Pla de Control de Documentació.

## APPCC i sistemes de qualitat
L'APPCC no és un sistema de gestió de qualitat, sinó un sistema de gestió de seguretat alimentària que s'ha d'estar definit com a premissa per a la implantació d'un sistema de gestió de qualitat, com a requisit legal obligatori aplicable a tot establiment alimentari necessari per a l'obtenció de la certificació.
Un sistema de gestió de qualitat se suposa que ha de valorar totes les activitats desenvolupades a una empresa per produir un producte a més de complir la legislació que li apliqui, és per això que quan una empresa d'alimentació desitja obtenir un certificat tipus ISO 9001, ha de demostrar que compleix la legislació i, per tant, que posseeix un APPCC.
Encara que algunes entitats certificadores ofereixen la possibilitat de certificar el sistema d'autocontrol (APPCC), el seu veritable aptitud serà determinada pels Serveis Oficials d'Inspecció bé pel Ministeri de Sanitat i Consum o pels organismes que tinguin la competència en cada Comunitat Autònoma.
Podem diferenciar, diferents sistemes de qualitat en funció del seu contingut i / o de les empreses a les que vagi dirigit. D'una banda tenim la família de les normes ISO a través de les quals s'analitzen tots els processos de l'empresa per tal d'aconseguir un millora contínua en cada un d'ells, la qual és d'aplicació en tot tipus d'empreses, ja que és un tipus de norma centrada a millorar els processos de gestió.
Es poden diferenciar diversos sistemes, com ara BRC o Norma Mundial de Seguretat Alimentària, IFS o ISO 22000, que són específics per a empreses alimentàries i l'estructura preveu per una part una sèrie de requisits higiènics concrets d'instal·lacions, manipulació, transport, etc i per altra banda inclou directrius per implantar un sistema de gestió de qualitat semblant al de la família ISO 9001.
Dins de la documentació del sistema de qualitat es pot incloure l'APPCC en un únic document que formi part del sistema o integrant els diferents aspectes a tenir en compte dins els diferents procediments que compondran el sistema de gestió de la qualitat.